# Barley Motor Car Co.

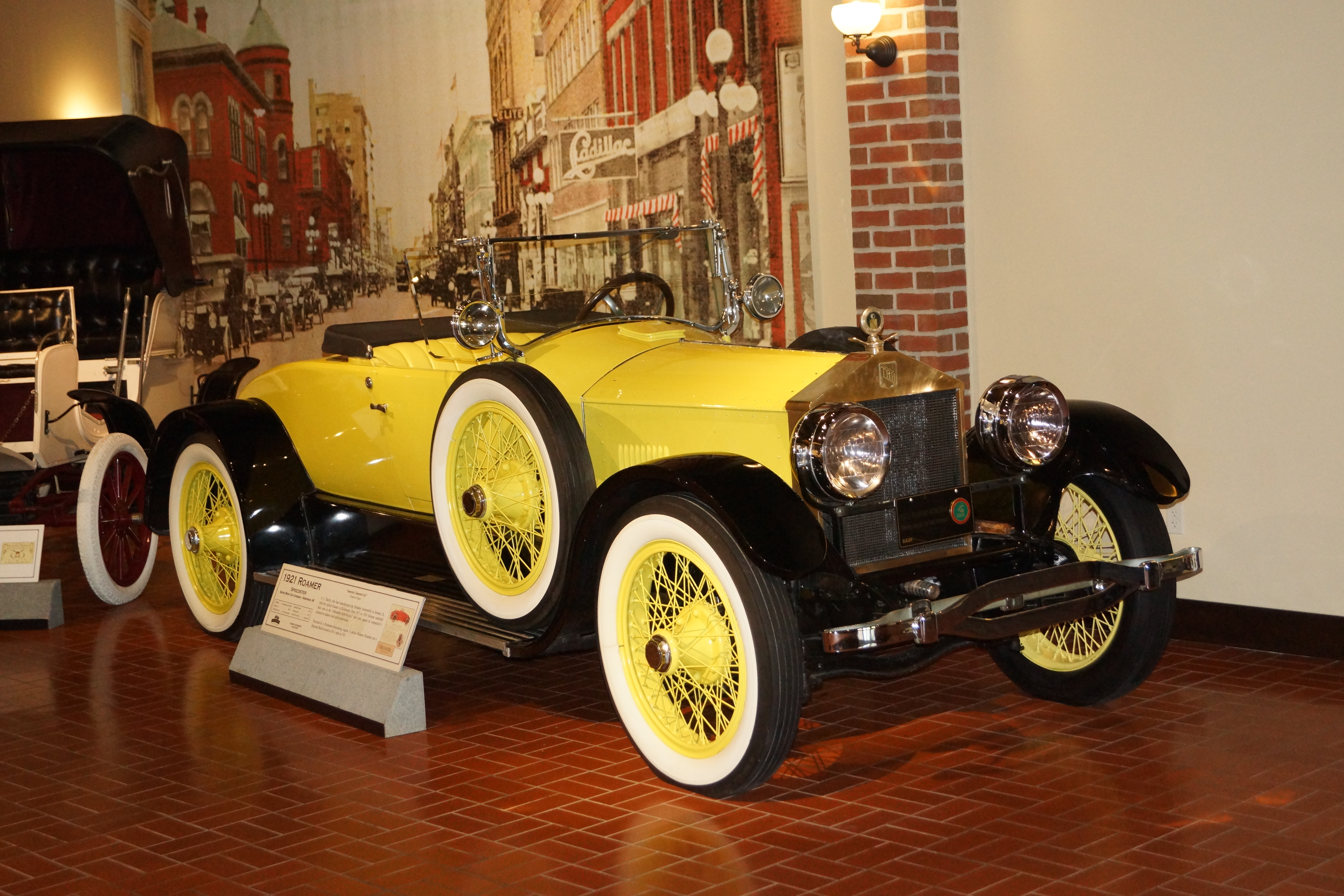
Roamer Model D-4-75 1922.

Barley Motor Car Co var en amerikansk biltillverkare som byggde bilar under märkesnamnet Roamer i Kalamazoo, Michigan mellan 1916 och 1929.